# The CD Single Box
The CD Single Box is een compilatiealbum van de Britse rockband Queen, enkel uitgebracht in Japan in 1991. Het album bevat twaalf CD's met twaalf singles die de band uitbracht tussen 1973 en 1986, van Seven Seas of Rhye tot A Kind of Magic met de B-kanten van de singles.

## Tracklist
Disc 1 (Seven Seas of Rhye)
1. "Seven Seas of Rhye"
2. "See What a Fool I've Been"
3. "Funny How Love Is"

Disc 2 (Killer Queen)
1. "Killer Queen"
2. "Flick of the Wrist"
3. "Brighton Rock"

Disc 3 (Bohemian Rhapsody)
1. "Bohemian Rhapsody"
2. "I'm In Love With My Car"
3. "You're My Best Friend"

Disc 4 (Somebody to Love)
1. "Somebody to Love"
2. "White Man"
3. "Tie Your Mother Down"

Disc 5 (Queen's First E.P.)
1. "Good Old-Fashioned Lover Boy"
2. "Death on Two Legs (Dedicated to...)"
3. "Tenement Funster"
4. "White Queen (As It Began)"

Disc 6 (We Are the Champions)
1. "We Are the Champions"
2. "We Will Rock You"
3. "Fat Bottomed Girls"

Disc 7 (Crazy Little Thing Called Love)
1. "Crazy Little Thing Called Love"
2. "Spread Your Wings"
3. "Flash"

Disc 8 (Another One Bites the Dust)
1. "Another One Bites the Dust"
2. "Dragon Attack"
3. "Las Palabras de Amor"

Disc 9 (Under Pressure)
1. "Under Pressure"
2. "Soul Brother"
3. "Body Language"

Disc 10 (Radio Ga Ga)
1. "Radio Ga Ga"
2. "I Go Crazy"
3. "Hammer to Fall"

Disc 11 (I Want to Break Free)
1. "I Want to Break Free"
2. "Machines (Or 'Back to Humans')"
3. "It's a Hard Life"

Disc 12 (A Kind of Magic)
1. "A Kind of Magic"
2. "A Dozen Red Roses for My Darling"
3. "One Vision"